# Condictio generalis
Die condictio generalis bezeichnet eine unter Justinian neugebildete bereicherungsrechtliche Klage des römischen Rechts der Spätantike. 
Mit ihr wurden zum Zwecke der Prozessökonomie auffangtatbestandsweise Ansprüche verfolgt, für die vormals definierte Einzeltatbestände existierten, so die condictiones, die sich auf einen „fest bestimmten Geldwert“ beziehungsweise eine „fest bestimmte Sache“, das sogenannte certum, bezogen. Das certum konnte aus Vertrag, Quasikontrakt oder unerlaubter Handlung resultieren.
Seine Legitimation schöpfte die Neufassung des Generaltatbestandes am ehesten aus dem vom Hochklassiker Sextus Pomponius im 2. Jahrhundert formulierten bereicherungsrechtlichen Grundsatz, „dass niemand selbst Schaden nimmt oder Unrecht erfährt, damit ein anderer reicher wird“.

“Iure naturae aequum est, neminem cum alterius detrimento et iniuria fieri locupletiorem.”